# Еллавілл (Джорджія)
Еллавілл (англ. Ellaville) — місто (англ. city) в США, в окрузі Шлай штату Джорджія. Населення — 1595 осіб (2020).

## Географія
Еллавілл розташований за координатами 32°14′16″ пн. ш. 84°18′33″ зх. д. / 32.23778° пн. ш. 84.30917° зх. д. (32.237662, -84.309114).  За даними Бюро перепису населення США в 2010 році місто мало площу 8,22 км², з яких 8,19 км² — суходіл та 0,04 км² — водойми.

## Демографія
Згідно з переписом 2010 року, у місті мешкало 1812 осіб у 722 домогосподарствах у складі 454 родин. Густота населення становила 220 осіб/км².  Було 877 помешкань (107/км²).
Расовий склад населення:
| - 59,2 % — білих - 36,1 % — чорних або афроамериканців - 0,7 % — азіатів - 2,7 % — осіб інших рас |

До двох чи більше рас належало 1,3 %. Частка іспаномовних становила 4,2 % від усіх жителів.
За віковим діапазоном населення розподілялося таким чином: 30,7 % — особи молодші 18 років, 56,4 % — особи у віці 18—64 років, 12,9 % — особи у віці 65 років та старші. Медіана віку мешканця становила 35,3 року. На 100 осіб жіночої статі у місті припадало 85,7 чоловіків;  на 100 жінок у віці від 18 років та старших — 81,4 чоловіків також старших 18 років.
Середній дохід на одне домашнє господарство  становив 47 273 долари США (медіана — 26 204), а середній дохід на одну сім'ю — 50 973 долари (медіана — 36 111). За межею бідності перебувало 36,3 % осіб, у тому числі 52,6 % дітей у віці до 18 років та 18,8 % осіб у віці 65 років та старших.
Цивільне працевлаштоване населення становило 665 осіб. Основні галузі зайнятості: виробництво — 21,7 %, освіта, охорона здоров'я та соціальна допомога — 20,8 %, публічна адміністрація — 9,5 %, роздрібна торгівля — 8,9 %.